# Neustädter Zeitungskrieg
Der so genannte Neustädter Zeitungskrieg bezeichnet eine knapp halbjährige Auseinandersetzung zwischen der örtlichen Rhön- und Saalepost in Bad Neustadt an der Saale und der Münchner Zeitung Das bayerische Vaterland im Jahre 1869. Zu Beginn des Streits gab es judenfeindliche Angriffe des „Vaterlandes“ zu lokalen Ereignissen. Die Frage um den Standort einer Schule steigerte den Konflikt und ließ schließlich Ministerien aus der bayerischen Landeshauptstadt eingreifen.

## Die Vorgeschichte
Im Königreich Bayern kam es im Jahre 1869 zu zwei Landtagswahlen. Seit Beginn des 19. Jahrhunderts und durch die Gesetzreformen in der Folge des verlorenen Deutschen Krieges von 1866 emanzipierte sich das jüdische Bürgertum. Die wirtschaftlichen und sozialen Folgen provozierten eine verängstigte Reaktion der meist katholischstämmigen Bevölkerung. Im Umfeld der Wahlen vom 20. Mai und 25. November lassen sich antisemitische Unruhen in der Rhön- und Saalepost und im Bayerischen Vaterland belegen. Es werden die Orte Burglauer, Steinach, Unsleben und Neustadt (noch ohne den Titel „Bad“) genannt.
Dazu kommt die Begehrlichkeit des Neustädter Bürgertums, das katholische Gymnasium von Münnerstadt nach Bad Neustadt zu verlegen. Die Auseinandersetzung ist sicherlich dem bayerischen Kulturkampf zuzuordnen.

## Der Streit um das Gymnasium in Münnerstadt
Zunächst begnügte sich „Das bayerische Vaterland“ mit kleineren polemischen Artikeln über antisemitische Konflikte in der Region. Diese erschienen meist unter der Überschrift „Vom Saale Strand“. Der Konflikt fand eine Eskalation in der Entlassung des Münnerstädter Augustinerpater Friedrich Wester, der Lehrer am Gymnasium in Münnerstadt war. Ob seine Person der Wortführer der katholischen Bürgertums war, ist Spekulation. Seine Entlassung aus dem Amt im November 1869 legt den Schluss allerdings nahe. Es kam nun zu wortgewaltigen Zeitungsartikeln. Zentral dürfte wohl der Artikel „Liberales aus Neustadt“ vom 17. Dezember 1869 im Bayerischen Vaterland sein. Dabei wurde unter anderem gegen die „Judenlehrer“ (→ Rabbi) von Neustadt gewettert. Im Januar 1870 folgte ein weiterer Angriff: „Neustadt ist ein Beamten- und Judenstädtchen – ja wohl, sehr jüdisch! (...) von Juden, Schreiberlein und sonstigem liberalen Pöbel (...)“ Im gleichen Artikel wird die Rhön- und Saalepost als „regierungsfähiges (?) Schandblatt“ beschrieben.

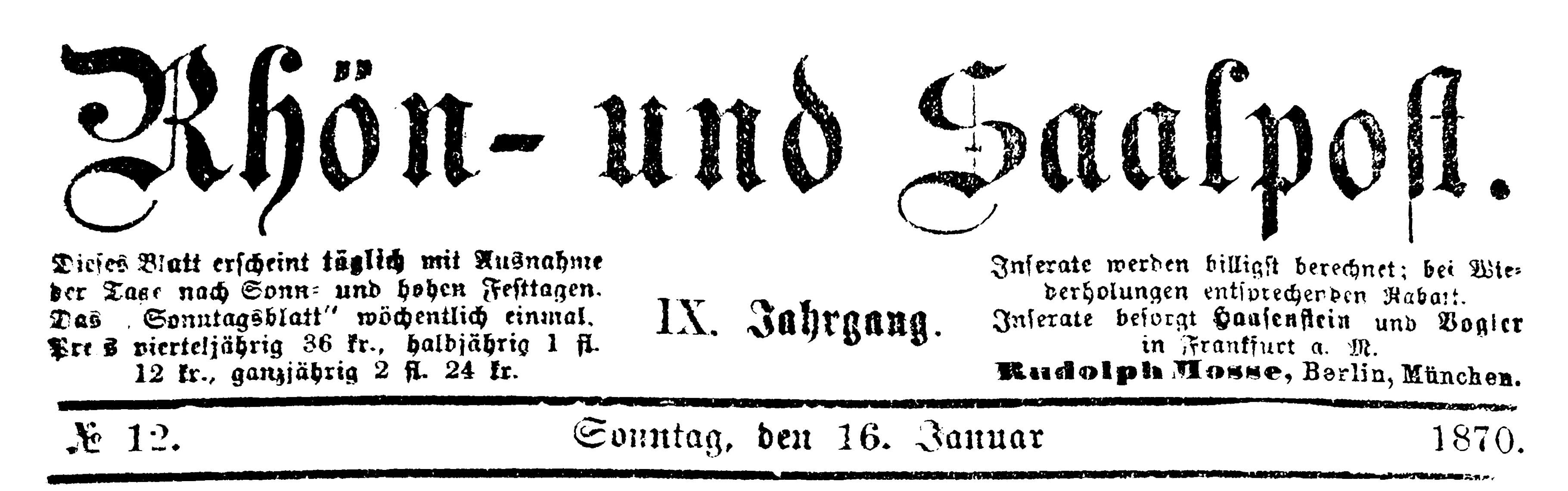
Die Titelleiste der „Rhön- und Saalepost“ aus der Epoche belegt die Kontakte zum Verleger Rudolf Mosse in Berlin.

Die vom liberalen Verleger Max Josef Mayer geleitete „Rhön- und Saalepost“ argumentierte in mehreren Artikeln gegen die antisemitische Zeitung aus München:
„Schließlich fühlt man sich veranlaßt den Zufall zu preisen, daß das Vaterland für das Amt des judenverspottenden Clowen gerade den Verfasser gefunden hat; denn der Judenhaß der in so drastischer Form sich zeigt, erfüllt uns nicht mit der mindesten Besorgnis, ist sehr unschädlich und muß bei jedem Vorurtheilsfreien nur Widerwillen und Mitleid erregen.“

## Ende des Konfliktes im Januar 1870
Es kam wiederum zu einem Streit um den Pfarrer in Unsleben. Es wird von einer Gerichtsverhandlung wegen der „gröblichen Mißhandlung eines kath. Pfarrers“ in Unsleben berichtet. Im gleichen Text ist von einer „Judengeschichte“ in Steinach die Rede. In Sachen der Vorfälle in Unsleben bezieht wieder die „Rhön- und Saalpost“ Position auf der jüdischen Seite: „Anläßlich der von allen Juden am meisten mißbilligten Excessen einiger jüdischen Individuen, nimmt der Verfasser Anlaß, wieder einmal über alle Juden den Staab zu brechen (...) als wenn er mit Invectiven um sich wirft, die man höchstens noch im Munde eines Gassenjungen trifft.“
Der Konflikt ist zum letzten Mal in einem Artikel der Rhön und Saalepost nachweisbar: „Kaufmann Otto Schnell hatte als Führer der Ultramontanen die durchaus liberal ausgefallene Gemeindewahl bei der Regierung angefochten; seine Beschwerde ward jedoch abgewiesen, so das den Klerikalen die Schmach einer nochmaligen Niederlage bei der von ihnen beabsichtigten Neuwahl erspart bliebt.“
In beiden Zeitungen ist in der Folge nichts mehr zu dem Konflikt zu finden.